# Samuel Erik Petersson
Samuel Erik Petersson, 24 maj 1790 i Trehörna församling, Östergötlands län, död 28 februari 1865 i Normlösa församling, Östergötlands län, var en svensk präst.

## Biografi
Samuel Erik Petersson föddes 1790 i Trehörna församling. Han var son till prosten Peter Eric Petersson och Margareta Nygren i Varvs församling. Petersson blev 1808 student vid Uppsala universitet. Han avlade 1812 filosofie kandidatexamen och filosofie magisterexamen. Den 15 juni 1823 prästvigdes han och blev 20 september 1818 kollega vid Norrköpings trivialskola. Pettersson blev 16 maj 1821 konsistorieamanuens i Linköping och 19 september 1829 kyrkoherde i Normlösa församling, tillträde 1830. Den 20 mars 1833 utnämndes han till prost och blev 12 juni 1854 kontraktsprost i Vifolka och Valkebo kontrakt. Han var respondent vid prästmötet 1843. Petersson avled 1865 i Normlösa församling.

### Familj
Petersson gifte sig 19 september 1826 med Catharina Lovisa Duse (1805–1901). Hon var dotter till extra ordinarie bataljonspredikanten J.A. Duse. De fick tillsammans barnen kronofogden Hjalmar Leonard (1828–1912), Ida Maria Charlotta (1829–1881) som var gift med stadsläkaren Anders Jacob Cnattingius och fördelningsläkaren Edvard Reinhold Petersson i Stockholm.